# ミクロン島
ミクロン島 （Miquelon）は、サンピエール島・ミクロン島を構成する島の1つ。北から南にかけ、ル・カップ、グランド・ミクロン、ラングラード（小ミクロン）の各半島が陸繋砂州でつながっている。グランド・ミクロンとラングラードをつなぐものは、18世紀にできたミクロン＝ラングラード地峡で、以後数世紀にわたって船が多数座礁して補強されてきた。
南東部は、幅5.5kmの海峡ラ・ベによってサン＝ピエール島と隔てられている。島の中心となるのはミクロン＝ラングラードである。

## 由来
1579年にボルドーで出版された、安全で良好な航海に必要な規則と教訓を含む行程を記し、ニューファンドランド島へ向かった『バスク人船長マルティン・オヤルサバルの冒険の旅』（fr）において、Micquelleのつづりで記されている。マンソン地図と呼ばれる地図において1625年にはMicklonのつづりで記されている。
バスク語ではMikelune、ブレイス語ではMikelon、ノルマン語ではMiquelonとなる。

## 語源
Miquelonはバスク語でMichelを表したもので、バスク語訳するとMikelである ·  · 。ミクロンとラングラードを示し、バスク島（Île aux Basques）を指定するシャンプレーン地図など、特定の要素がこの仮説を裏付けている。1697年頃に航海したバスク人船長マルティン・サピアンは、サンピエール、フォルトゥーナ、Miquele Portuについて語り、マルティン・オヤルサバルの文書を裏付け、確認している。複数のバスク系スペイン人たちは、偉大なるミシェルを意味するMiguelónというスペイン語名のつづりから影響を受けたと考えられる。

## 地質
ミクロンには複雑な地質学上の歴史がある。液体力学上の流れと、海面変動が堆積物に与えた影響により、時間の経過とともに多かれ少なかれ安定した海岸線が形成された。最後の注目すべき出来事は、約300年前に起きた、グランド・ミクロンとラングラードを隔てる障壁の閉鎖である。

## 人口
群島で最大の面積（205km2）を誇る島であるが、島北部の村ミクロン＝ラングラードの人口は627人である。住民は主に沿岸漁業で生計を立てており、大部分がバスク人、ブルトン人、ノルマン人またはアカディア人の子孫である。アカディア人たちは大追放（en）の時代に島に到着している。

## ギャラリー

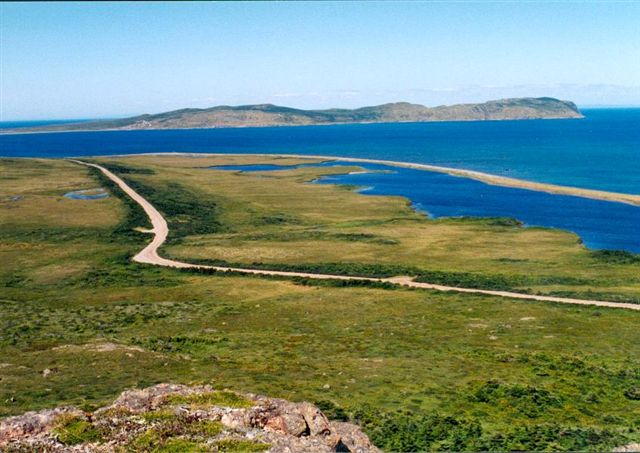
グランド・ミクロン北岸、ル・カップ半島をのぞむ
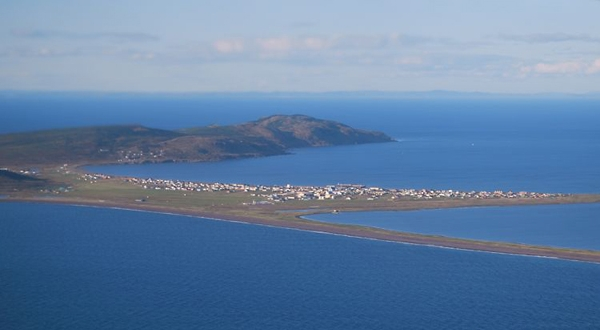
西側から見たミクロン＝ラングラード
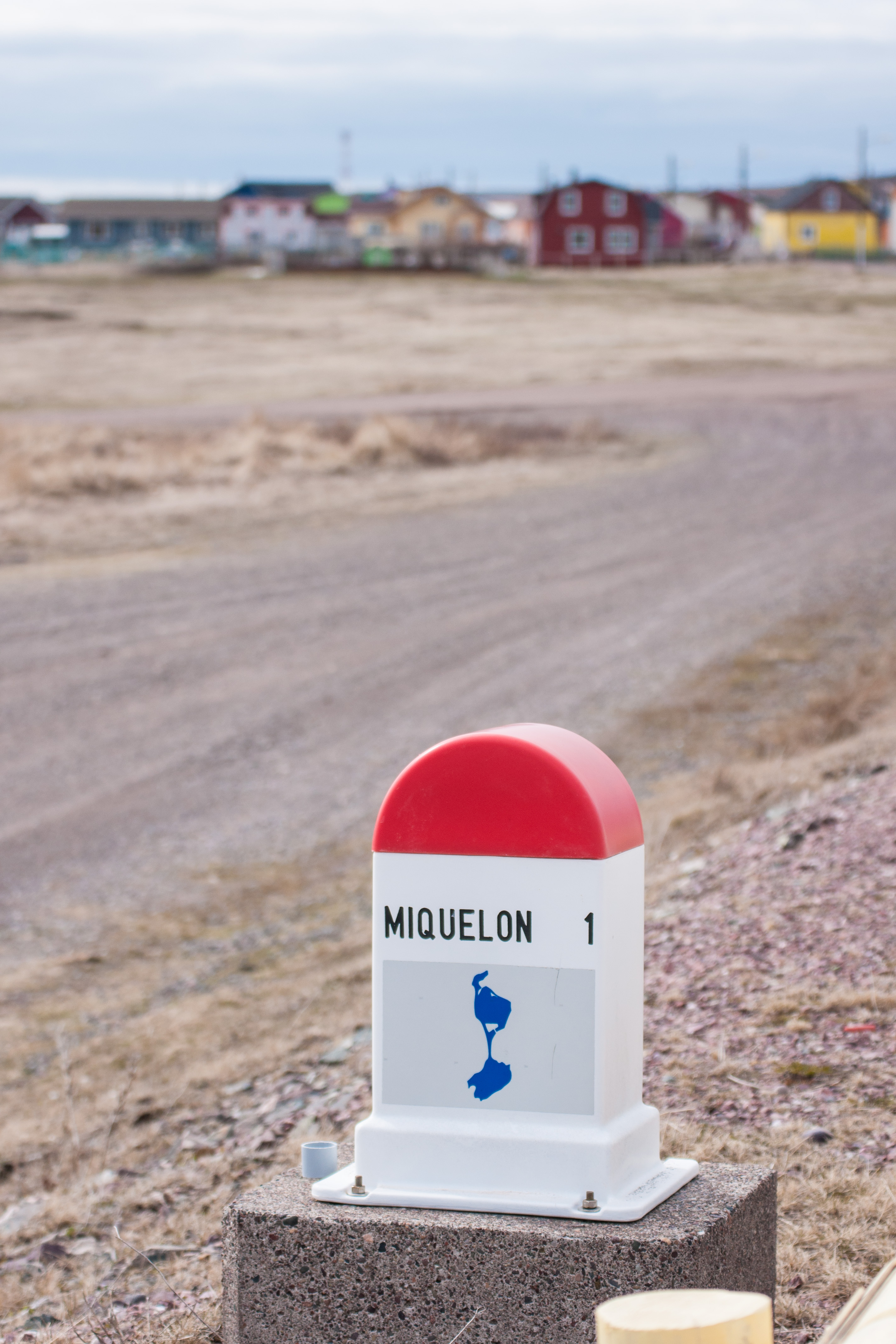
ミクロンの境界石
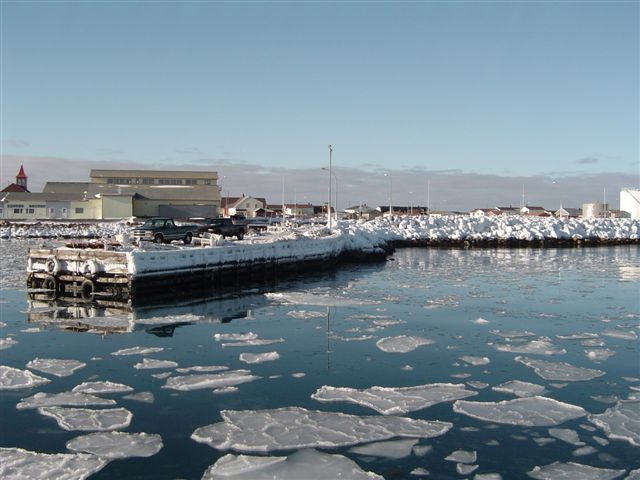
ミクロン港